# 月桂院
月桂院（げつけいいん、永祿11年（1568年）- 明曆元年（1655年））、為小弓公方家足利賴淳女。名為嶋子（しまこ）或為嶋姫（しまひめ）・於嶋（おしま）。初為倉崎城主塩谷惟久正室。後為豐臣秀吉側室。

## 生平
於嶋為關東管領・古河公方家的分家小弓公方的血繼名門的小姐，是秀吉側室中身分地位出身最高的一位。於嶋的最初丈夫為塩谷惟久，與於嶋的喜連川家同為源義家的血脈、源賴朝後代。為領有塩谷郡二萬石領地名家所出。
天正18年（1590年），小田原之役後，要對奧州實施奧州仕置的秀吉朝古河進軍，於嶋的丈夫惟久丟下妻子便逃亡了。被丈夫拋下後的於嶋後會見了秀吉，成為了秀吉的側室。
於嶋為其夫的塩谷家實家請求秀吉的寬恕。於嶋的弟弟足利義明之孫足利國朝後來與古河公方家的義明之女足利氏姬結婚，天正10年（1582年）足利義氏死去，實質的血脈斷絕而後至鎌倉幕府系足利氏復興事情破滅、後來秀吉送給於嶋喜連川3800石的化粧領地, 在當初為名門出身的於嶋是個大改變，也有著期待於嶋能生下親生血脈一說的傳言。
天正19年（1591年）、於嶋如願使國朝與氏姫結婚。氏姫雖然是位氣度高貴的小姐，但當時卻過著只領有300石貧乏生活。據說還曾因為秀吉「出身低下」這個原由而一時間出現像是捨棄樣的狀態，後來天正18年又給予其332石、終於能遠離貧困的生活了。
於嶋為秀吉死去的慶長3年（1598年），於京都的東寺出家。翌年慶長4年（1599年）至江戶居住於市谷的月桂寺。於明曆元年死去。